# کنایه (آلبوم)
 «کنایه» (به انگلیسی: Innuendo) آلبومی از کوئین است که در سال ۱۹۹۱ میلادی منتشر شد.